# Европейско икономическо пространство
Европейското икономическо пространство (ЕИП), известно още като Европейска икономическа зона (ЕИЗ) (англ. European Economic Area, EEA; фр. Espace économique européen, EEE; нем. Europäischer Wirtschaftsraum, EWR), е създадено на 1 януари 1994 г. след споразумение между страните-членки на Европейската асоциация за свободна търговия (ЕАСТ) и Европейската икономическа общност (ЕИО), преобразувана по-късно в Европейски съюз (ЕС). Това позволява на страни-членки на ЕАСТ (днес Исландия, Лихтенщайн и Норвегия) да участват във вътрешния пазар на ЕС без конвенционално членство в ЕС. В замяна на това те са задължени да приемат цялото законодателство на ЕС, свързано с единния пазар, с изключение на закони за селското стопанство и рибарството. Швейцария, макар да е член на ЕАСТ, не се присъединява към ЕИП.

## Произход
В края на 1980-те години държавите членки на ЕАСТ, начело с Швеция, започват да търсят възможности за присъединяване към тогавашната Европейска икономическа общност. Причините за това са многобройни. Много автори отчитат икономическия спад в началото на 1980 г. и последващото приемане на програма „Европа 1992 г.“ от Европейския съюз като основна причина. Спорейки, от гледна точка на перспективата за либерално междуправителствено сътрудничество, тези автори твърдят, че големите мултинационални корпорации в страните от ЕАСТ, особено Швеция, настояват за членство в ЕИО, опасявайки се от заплахата за преместване на производството им в чужбина. Други автори посочват като причина края на Студената война, което прави присъединяването към ЕС политически по-малко спорно за неутралните страни.
Междувременно Жак Делор – президент на Европейската комисия по онова време, не одобрява идеята за разширяване на ЕИО с повече държави-членки, тъй като се страхува, че ще пречат на способността на организацията да завърши реформата на вътрешния пазар и да установи своя паричен съюз. Вместо това, Делор предлага Европейското икономическо пространство (ЕИП) през януари 1989 г.
За времето, откакто ЕИП е създадено, няколко развития затрудняват доверието в нея. Най-напред Швейцария на референдум отхвърля споразумението за ЕИП, осуетявайки пълната интеграция на ЕС и ЕАСТ в рамките на ЕИП. После Австрия кандидатства за пълно членство в ЕО през 1989 г., последвана от Финландия, Норвегия, Швеция и Швейцария през 1991 – 1992 г. (Норвежкото присъединяване в ЕС обаче е отхвърлено на референдум, а Швейцария замразява своето заявление в ЕС след отхвърлянето на споразумението за ЕИП). Падането на Желязната завеса прави ЕС по-малко колеблив относно приемането на тези високо развити страни, като държави членки, тъй като това ще облекчи натиска върху бюджета на ЕС, когато бившите комунистически страни от Централна Европа се присъединят към него.

## Членство
Споразумението за ЕИП е подписано в Порто на 2 май 1992 г. от тогавашните 7 страни-членки на Асоциацията за свободна търговия (ЕАСТ) и 12-те държави членки на Европейската икономическа общност (ЕИО). На 6 декември 1992 г., чрез конституционен референдум, гласоподавателите на Швейцария отхвърлят ратификацията на споразумението, което ефективно замразява молбата за членство в ЕИО/ЕС, подадена по-рано през годината. Швейцария вместо това се свързва с ЕС чрез поредица от двустранни споразумения. На 1 януари 1995 г. три някогашни членки на ЕАСТ – Австрия, Финландия и Швеция, се присъединяват към ЕС, който заменя Европейската икономическа общност след влизането в сила на Договора от Маастрихт от 1 ноември 1993 г. Участието на Лихтенщайн в ЕИП се забавя до 1 май 1995 г.
Днес участващите в Споразумението за ЕИП страни са ЕС и неговите 28 държави членки, както и Исландия, Лихтенщайн и Норвегия.

## Права и задължения
ЕИП се основава на същите „4 свободи“, като на ЕС: свободното движение на стоки, хора, услуги и капитали между страните от ЕИП. По този начин страните от ЕАСТ, които са част от ЕИП, ползват условията за свободна търговия с ЕС.
Като партньори тези страни трябва да приемат част от законодателството на ЕС. Тези държави имат малко влияние върху процесите за вземане на решения в Брюксел.
Страните от ЕАСТ, които са част от ЕИП, не са носители на финансови тежести, свързани с членството в ЕС, въпреки че допринасят финансово за единния европейски пазар. След разширяването от 2004 г. на ЕС/ЕИП се отбелязва 10-кратно увеличение на финансовото участие на държавите-членки на ЕИП извън ЕС, най-вече Норвегия, за социалното и икономическо сближаване във вътрешния пазар – € 1167 милиона за период от 5 години.
Страните от ЕАСТ не получават никакво финансиране от фондовете за развитие на ЕС.

## Законодателство
Държавите-членки на ЕИП извън ЕС (Исландия, Лихтенщайн и Норвегия) са се съгласили да приемат законодателство, подобно на приетото в ЕС в областта на социалната политика, защита на потребителите, околната среда, дружественото право и статистиката. Това са някои от областите, обхванати от Европейската икономическа общност („първия стълб“ на Европейския съюз).
Тези страни нямат представителство в институциите на Европейския съюз, като Европейския парламент или Европейската комисия. Тази ситуация е наричана „факс демокрация“ за Норвегия, която чака най-новото си законодателство да бъде изпратено по факса от Комисията.

## Институции
Създаден е съвместен комитет, състоящ се от членки на ЕИП/ЕАСТ и Европейската комисия (представител на ЕС), който има за функция разширяването на законодателството на ЕС към страните, които не са членки на ЕС. Съветът на ЕИП заседава 2 пъти годишно, за да управлява цялостната сфера на взаимоотношения между страните.
Вместо създаването на обща ЕИП институция, дейността на ЕИП се регулира от Надзорния орган на ЕАСТ и от Съда на ЕАСТ, които работят успоредно с Европейската комисия на ЕС и Европейския съд.

## ЕИП и норвежки грантове
Грантовете на ЕИП и Норвегия са финансовите вноски от Исландия, Лихтенщайн и Норвегия, използвани за намаляване на социалните и икономическите различия в Европа. В периода 2004 – 2009 г. финансирането на проекти в размер на 1,3 млрд. евро се предоставят на 15 държави-бенефициенти в Централна и Южна Европа.
Създадени са във връзка с разширяването през 2004 г. на Европейското икономическо пространство, което обединява ЕС, Исландия, Лихтенщайн и Норвегия във вътрешния пазар.